# Athemus subnitida
Athemus subnitida is een keversoort uit de familie soldaatjes (Cantharidae). De wetenschappelijke naam van de soort werd in 1906 gepubliceerd door Maurice Pic.